# Schwarze Bastion

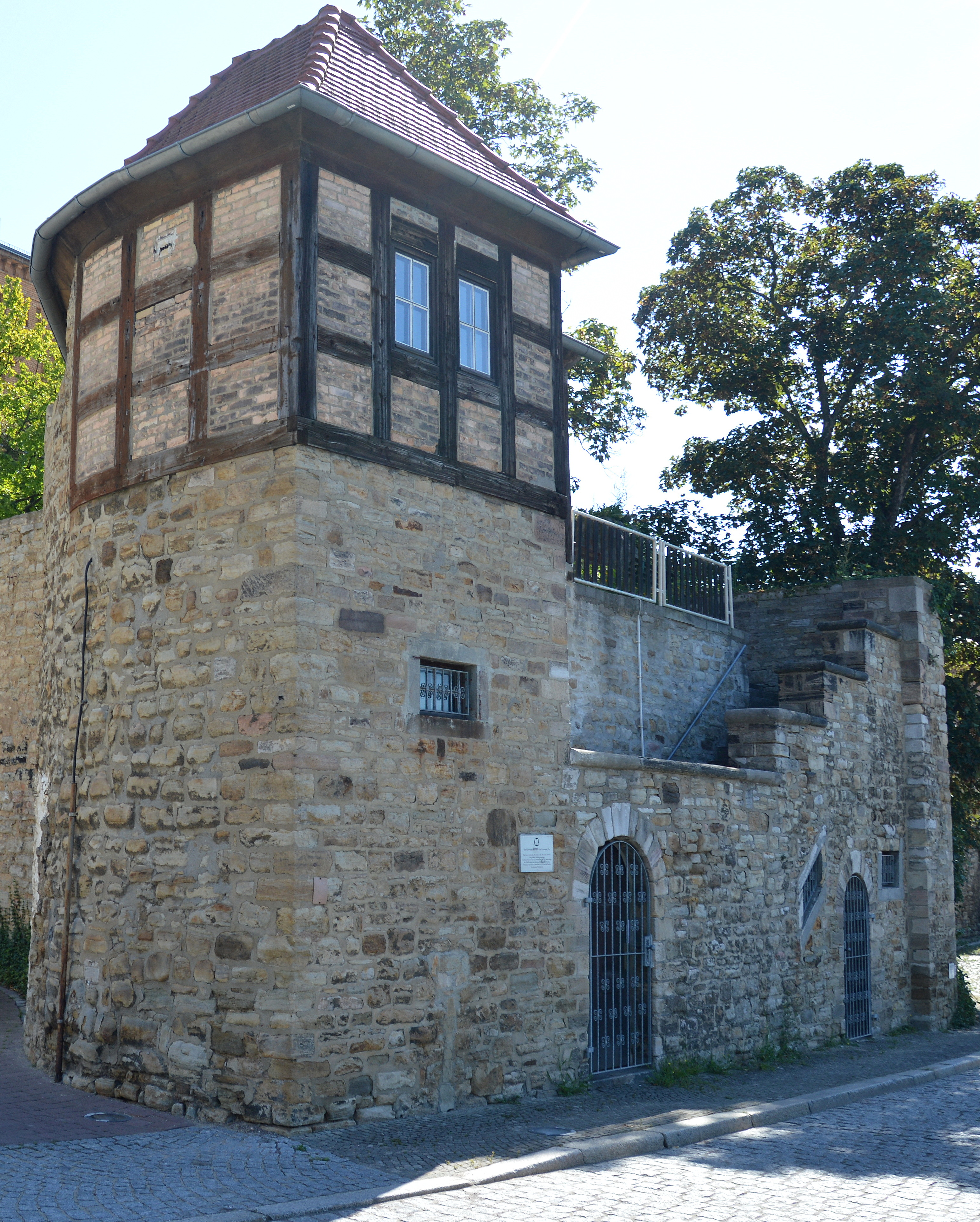
Schwarze Bastion, 2017

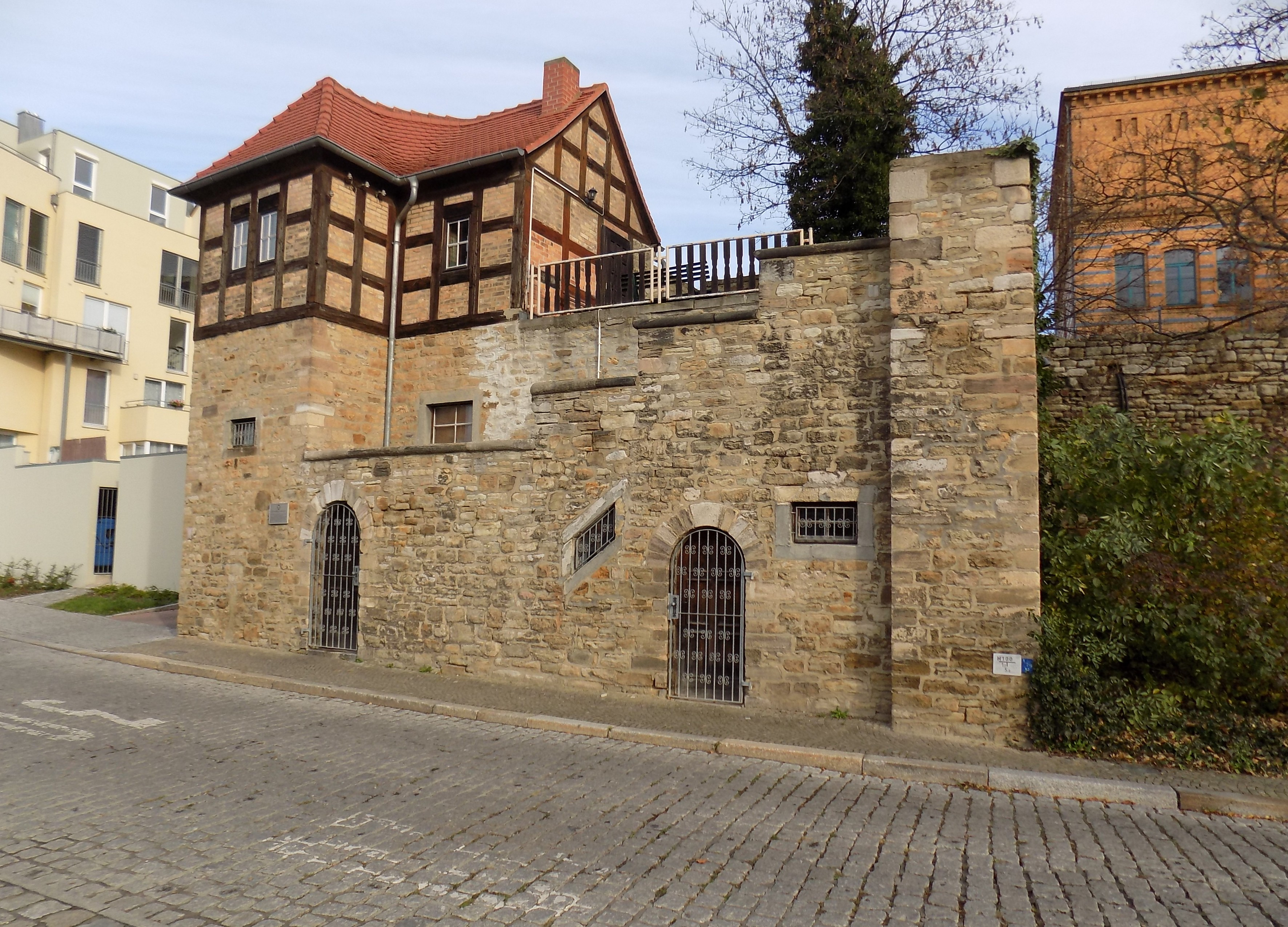
2015

Die Schwarze Bastion ist ein erhaltener Teil der denkmalgeschützten Domburg in der Stadt Merseburg in Sachsen-Anhalt.

## Lage
Sie befindet sich in der Merseburger Innenstadt auf der Ostseite der Brauhausstraße.

## Architektur und Geschichte
Sie gehörte zum äußersten von drei Mauerringen der Befestigung der Merseburger Domburg und bildete deren nordwestliche Ecke. An dieser Stelle bestand das Schwarze Tor, das den Übergang zwischen der Merseburger Altstadt und der Vorstadt Altenburg bildete. Das Tor wurde jedoch bereits 1668, nach anderen Angaben 1688, vermauert und später in Teilen abgetragen, nur der östliche Teil, heute als Schwarze Bastion bezeichnet, blieb erhalten. Im Jahr 1913 wurde sie bei Arbeiten zu einem Durchbruch zwischen der Unteraltenburg und der Domstraße freigelegt. In den 1980er Jahren erfolgte eine Instandsetzung der Anlage. Die Arbeiten erfolgten ehrenamtlich durch Mitglieder einer Arbeitsgemeinschaft von Pilzfreunden, die hier ihren Sitz einrichteten, und dauerten von Herbst 1985 bis Herbst 1988. Es wurden 5300 Stunden freiwillige Arbeit erbracht.